# Ardnamurchan

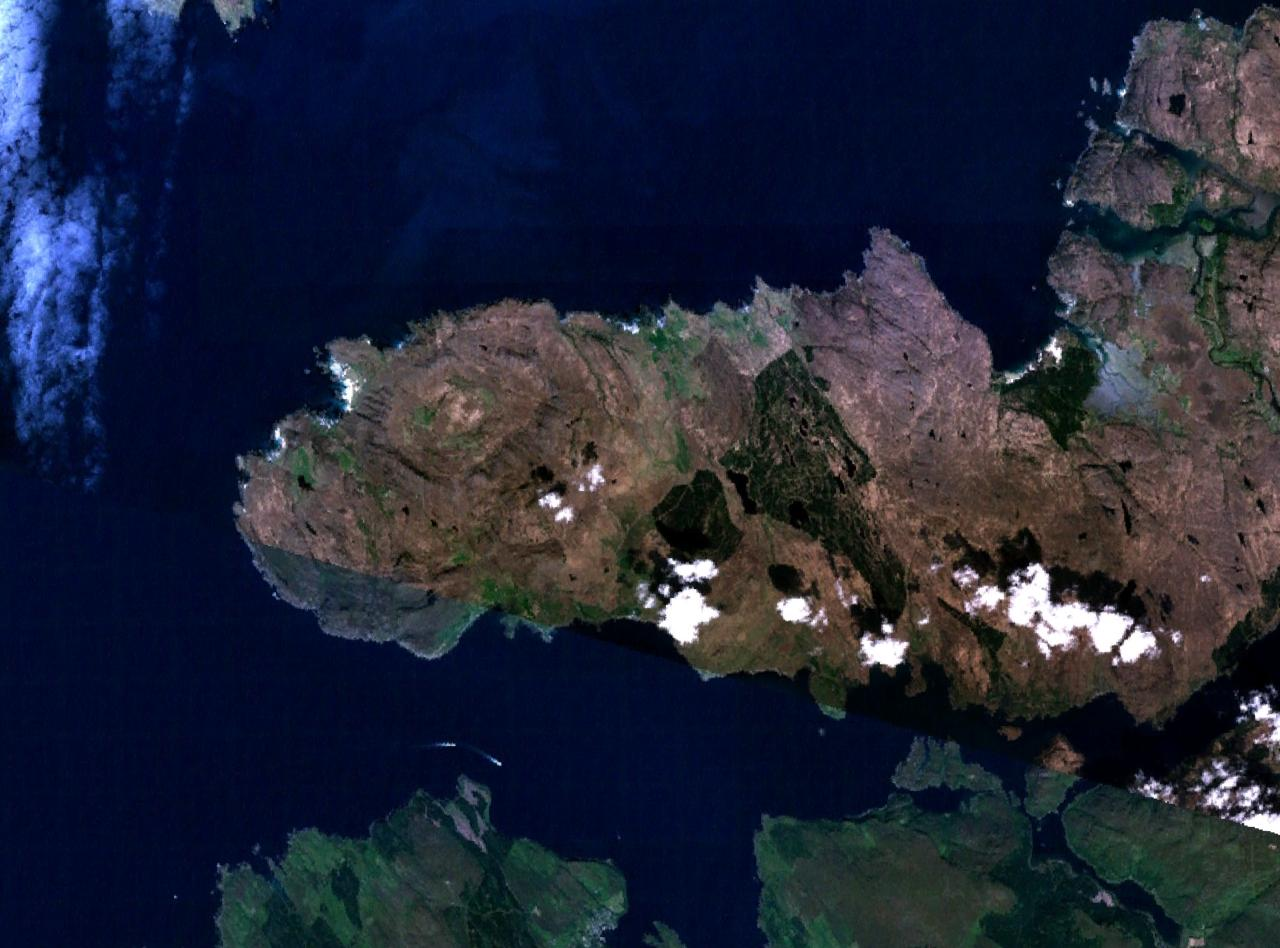
Immagine satellitare della penisola di Ardnamurchan, in Scozia

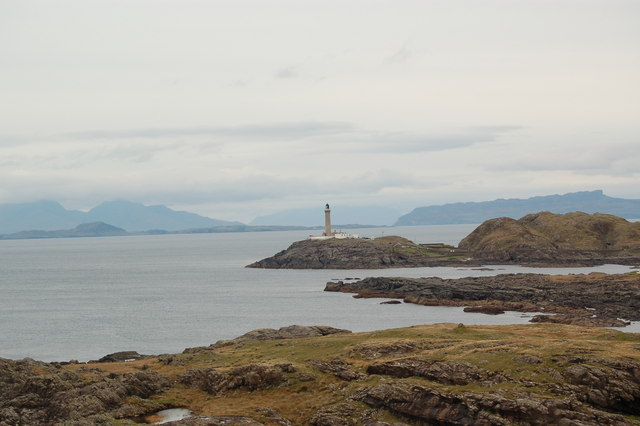
Ardnamurchan Point, considerato il punto più occidentale della Gran Bretagna, con il Faro di Ardnamurchan

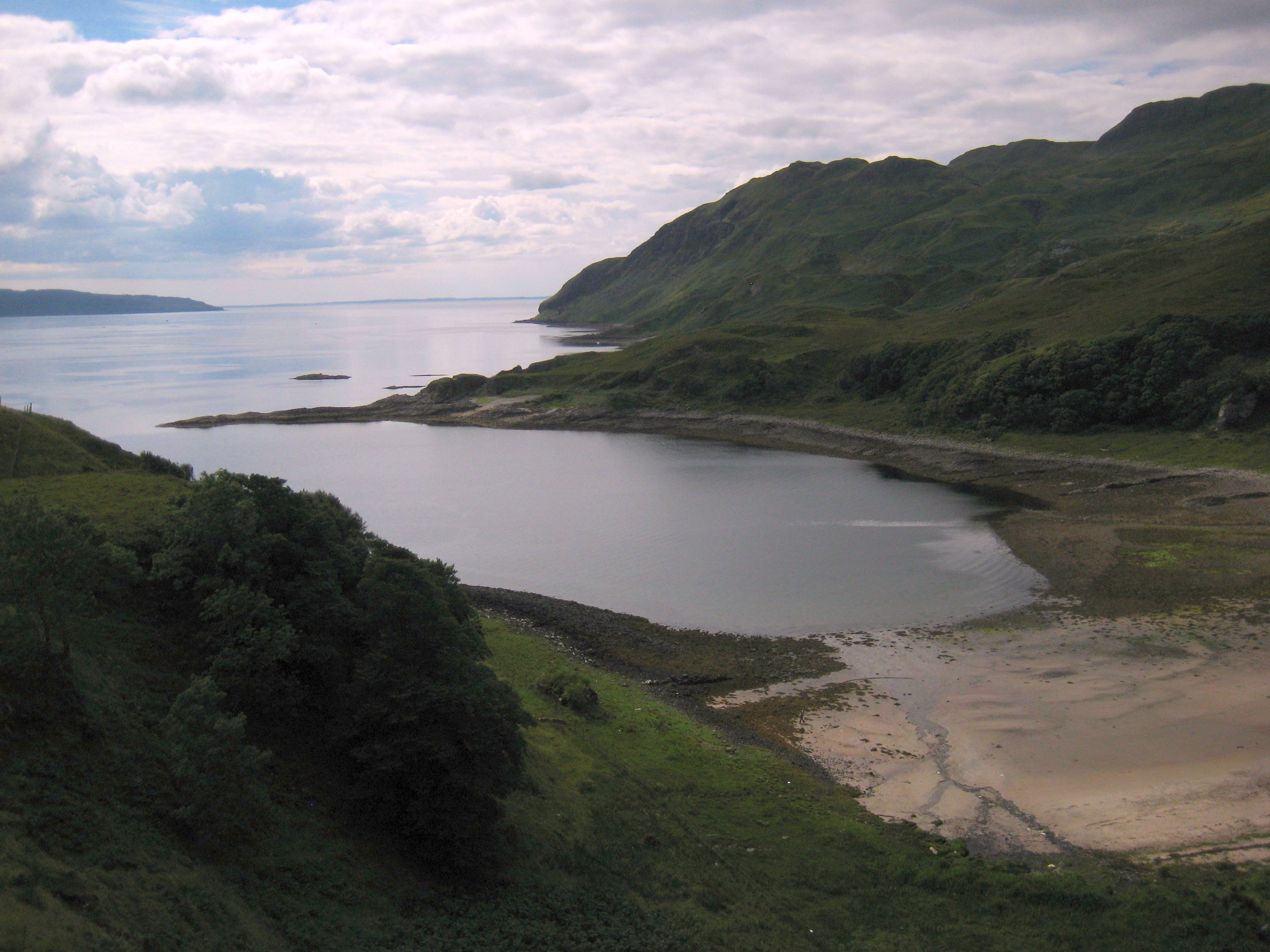
Ardnamurchan: il Loch Sunart

Ardnamurchan (in gaelico scozzese: Àird nam Murchan; 50 km²) è una penisola sull'Oceano Atlantico della Scozia nord-occidentale, situata nel distretto storico di Lochaber, nell'Highland. La penisola culmina nel promontorio di Ardnamurchan Point, convenzionalmente considerato il punto più occidentale (isole escluse) della Gran Bretagna (sebbene questo record spetterebbe ad un altro promontorio della penisola, ovvero Corrachadh Mòr).
Località della penisola sono Achonish, Acharacle, Glenborrodale e Kilchoan.
Nella penisola vivono circa 2.000 persone.

## Etimologia
Il toponimo gaelico Àird nam Murchan significa forse "luogo" (airde) delle "foche"/"lontre" (muirchu). Secondo un'altra spiegazione sarebbe formato da airde, "luogo", e da muirchol, "comunità" e significherebbe per estensione invece "luogo dei pirati".

## Geografia

### Collocazione
La penisola di Ardnamurchan si estende ad ovest/sud-ovest del villaggio di Kinlochmoidart e a sud delle isole di Eigg, Muck e Skye. La costa meridionale si affaccia sul Sound of Mull.

## Geologia
Ardnamurchan era una delle cinque maggiori aree vulcaniche della costa occidentale della Scozia, quando, 60 milioni di anni fa, vi fu la separazione dell'Europa dalla Groenlandia che formò il tratto nord-orientale dell'oceano Atlantico.

## Storia
Vi sono prove di insediamenti umani che risalgono ad almeno 2.000 anni prima di Cristo.
Tra il XII e il XIII secolo, la penisola fu abitata dai Vichinghi, che si stabilirono ad Ardnamurchan per circa 500 anni. Ne sono prova toponimi quali Placaig, Acarsaig, Ormsaig e Grigadale.
I Vichinghi furono scacciati dal capo scozzese Somerled: la fine del loro dominio culminò con l'assassino del tiranno Muchdragon MacRi Lochlunn nel 1266.
Una volta che i Vichinghi avevano abbandonato Ardnamurchan, la penisola cadde nei domini di re Davide II di Scozia..
Nel 1540, la penisola entrò nei possedimenti di Arcibaldo, quarto signore di Argyll.
Nel 1828, furono create le township di Coire-mhuilinn, Skinod, Buarblaig e Tornamona e, nel 1853, quella di Sworde.

## Flora & Fauna

### Flora
Nella penisola di Ardnamurchan crescono centinaia di piante selvatiche, tra cui varie piante rare.
Tra le piante che crescono nella zona, figurano la betulla e il pino.

### Fauna
La penisola vanta una fauna che va da mammiferi quali la balena, la foca, la lontra, il cervo rosso, la donnola, la martora, il visone, il gatto selvatico scozzese, ecc. a numerose specie di uccelli quali l'aquila di mare, il cormorano, il cuculo, il pettirosso, la rondine, lo storno, ecc.

## Popolazione e lingua
Ardnamurchan è un luogo dove sopravvivono lingua e tradizioni gaeliche.

## Cultura
Ad Ardanmurchan è sorto il movimento culturale chiamato Fèis nan Garbh Chrìochan, movimento che supporta i festival dedicati alle tradizioni gaeliche in tutta la Scozia.

## Luoghi d'interesse

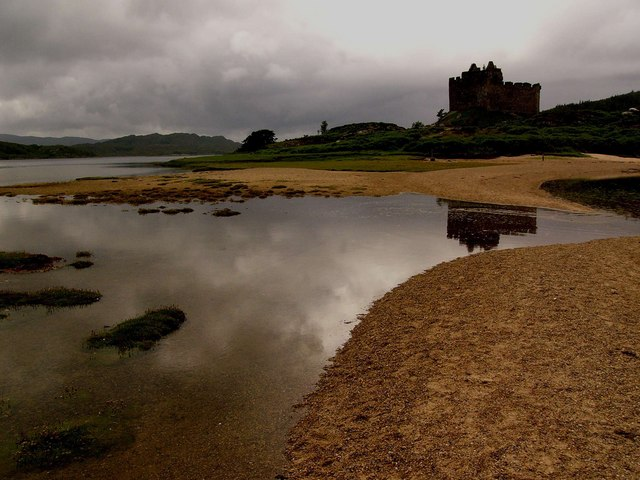
Castle Tioram, nella penisola di Ardnamurchan

- Ardnamurchan Point con il Faro di Ardnamurchan[3][5][11]
- Castle Tioram[5]
- Nave funeraria di Port an Eilean Mhòir
- Spiagge di Ardtoe, Gorten, Dorlin e Sanna[8]